# Festival Internacional de Cine de San Sebastián 1977
La 25.ª edición del Festival Internacional de Cine de San Sebastián tuvo lugar entre el 10 y el 21 de septiembre de 1977. En esta edición continuaba teniendo la categoría A de la FIAPF como festival competitivo no especializado.

## Desarrollo
La inauguración del 10 de septiembre no contó con la presencia del director del festival, Miguel Echarri, ausente por motivos de salud. En esta edición, el Festival se constituyó como ente autónomo y recibió el respaldo de los partidos políticos vascos, de los parlamentarios y de los sindicatos, mientras que el presidente del festival, Luis Alcoriza, se solidarizaba con las reivindicaciones del pueblo vasco.
En esta edición se anunció que se proyectarían un total de 112 películas, entre ellas las 23 películas de la selección oficial, 11 películas de la sección informativa (entre ellas el Casanova de Federico Fellini, Novecento de Bertolucci, Tamaño natural de García Berlanga, Comment Yukong déplaça les montagnes de Joris Ivens, Adiós Alicia, de Liko Pérez, Marcia trionfale de Marco Bellocchio, Contes immoraux de Walerian Borowczyk, Ai no korīda de Nagisa Oshima o Mina, viento de libertad de Antxon Ezeiza), 20 películas de la retrospectiva dedicada a Pier Paolo Pasolini (entre ellas Los cuentos de Canterbury, Las mil y una noches  u Salò, hasta entonces prohibidas en España), 7 películas del homenaje a Luis Buñuel, 19 películas del ciclo "Nuevos Creadores" (entre ellas De fresa, limón y menta de Miguel Ángel Díez Fernández, Raza, el espíritu de Franco de Gonzalo Herralde, Dios bendiga cada rincón de esta casa de Chumy Chúmez, In memoriam de Enrique Brasó Gómez de Alía, Tigres de papel de Fernando Colomo, Cascabel de Paúl Araiza, Celestina de Miguel Sabico) y 20 de un ciclo dedicado al cine de la Segunda República Española (con títulos como Rosario la Cortijera, María de la O o El genio alegre) y 14 películas del ciclo "Otro cine" (entre ellas Shirley Temple Story de Antoni Padrós y Solanes).
El festival se abrió con la proyección fuera de concurso de El perro de Antonio Isasi-Isasmendi. El día 11 se proyectó Full Circle y Tănase Scatiu, el día 12 La guerra de papá y La Question, el 13 Hemåt i natten, Bobby Deerfield y Se llamaba SN el 14 Crecer de golpe y el 15 Il gabbiano y A un dios desconocido. El día 15 se hizo una mesa redonda sobre "Cine y testimonio histórico" moderada por Romà Gubern y en la que participaron Marco Bellocchio, Laura Betti, Joris Ivens, Ricard Muñoz Suay, Margot Benacerraf, Rafael Borràs Netriu, Pere Pagès, Marcelino Loridan, Luis Alcoriza, Luis Gasca, Freddy Buache, Felipe Llerandi, Elías Querejeta y Jaime Chávarri. Jorge Semprún no pudo asistir. El día 16 Mi hija Hildegart y Break of Day. el día 17 la canadiense The Disappearance y La guerra de les galaxias, y visitaron el festival Carrie Fisher, Harrison Ford, Gary Kurtz y Luis Buñuel. El día 18 se proyectaron Pedro Páramo y La tierra y el cielo el 19 Violanta, La guerra de las muchachas y Una pieza inacabada para piano mecánico y el día 20 Heinrich y Paixão e Sombras. El día 21 se proyectó Ese oscuro objeto del deseo y se hizo la entrenga de los premios.

## Jurados
Jurado Oficial
- Luis Alcoriza
- Raymond Borde
- Freddy Buache
- Eduardo Chillida
- Malcolm McDowell
- Ricard Muñoz Suay
- Franco Nero

## Películas

### Programa Oficial
Las 19 películas siguientes fueron presentadas en el programa oficial:
| Título en España                          | Título original                           | Director(es)                     | País      |
| ----------------------------------------- | ----------------------------------------- | -------------------------------- | --------- |
| A un dios desconocido                     | A un dios desconocido                     | Jaime Chávarri                   | España    |
| Un instante, una vida                     | Bobby Deerfield                           | Sydney Pollack                   | EE. UU.   |
| Break of Day                              | Break of Day                              | Ken Hannam                       | EE.UU.    |
| Crecer de golpe                           | Crecer de golpe                           | Sergio Renán                     | Argentina |
| La guerra de las muchachas                | Der Mädchenkrieg                          | Alf Brustellin y Bernhard Sinkel | RFA       |
| Círculo de la muerte                      | Full Circle                               | Richard Loncraine                | Canadá    |
| Heinrich                                  | Heinrich                                  | Helma Sanders-Brahms             | RFA       |
| Hemåt i natten                            | Hemåt i natten                            | Jon Lindström                    | Suecia    |
| La gaviota                                | Il gabbiano                               | Marco Bellocchio                 | Italia    |
| La guerra de papá                         | La guerra de papá                         | Antonio Mercero                  | España    |
| La tortura                                | La Question                               | Laurent Heynemann                | Francia   |
| La tierra y el cielo                      | La tierra y el cielo                      | Manuel Octavio Gómez             | España    |
| Una pieza inacabada para piano mecánico   | Mekhanitxeskogo pianino                   | Nikita Mikhalkov                 | URSS      |
| Mi hija Hildegart                         | Mi hija Hildegart                         | Fernando Fernán-Gómez            | España    |
| Paixão e Sombras                          | Paixão e Sombras                          | Walter Hugo Khouri               | Brasil    |
| Pedro Páramo - El hombre de la media luna | Pedro Páramo - El hombre de la media luna | José Bolaños                     | México    |
| Se llamaba SN                             | Se llamaba SN                             | Luis Correa                      | Venezuela |
| La guerra de las galaxias                 | La guerra de las galaxias                 | George Lucas                     | EE.UU.    |
| Tănase Scatiu                             | Tănase Scatiu                             | Dan Pița                         | Rumanía   |

### Fuera de concurso
| Título en España            | Título original           | Director(es)            | País    |
| --------------------------- | ------------------------- | ----------------------- | ------- |
| Ese oscuro objeto del deseo | Cet obscur objet du désir | Luis Buñuel             | Francia |
| El perro                    | El perro                  | Antonio Isasi-Isasmendi | España  |
| The Disappearance           | The Disappearance         | Stuart Cooper           | EE.UU.  |
| Violanta                    | Violanta                  | Daniel Schmid           | Suiza   |

### Informativa
| Título en España           | Título original          | Director(es)         | País      |
| -------------------------- | ------------------------ | -------------------- | --------- |
| El imperio de los sentidos | Ai no korîda             | Nagisa Ôshima        | Japón     |
| Cuentos inmorales          | Contes immoraux          | Walerian Borowczyk   | Francia   |
| El cine soy yo             | El cine soy yo           | Luis Armando Roche   | Venezuela |
| Casanova                   | Casanova                 | Federico Fellini     | Italia    |
| Marcha triunfal            | Marcia trionfale         | Marco Bellocchio     | Italia    |
| Mina, viento de libertad   | Mina, viento de libertad | Antonio Eceiza       | México    |
| Novecento                  | Novecento                | Bernardo Bertolucci  | Italia    |
| Padre padrone              | Padre padrone            | Hermanos Taviani     | Italia    |
| Pelé                       | Pelé                     | François Reichenbach | México    |
| Tamaño natural             | Tamaño natural           | Luis García Berlanga | España    |

### Nuevos Realizadores[18]
| Título en España                                  | Título original                                   | Director(es)                    |                   |
| ------------------------------------------------- | ------------------------------------------------- | ------------------------------- | ----------------- |
| El sable                                          | A Kard                                            | János Dömölky                   | Hungría           |
| Adiós, Alicia                                     | Adiós, Alicia                                     | Liko Pérez, Santiago San Miguel | España, Venezuela |
| Antonio Gramsci. Los días de la cárcel            | 'Antonio Gramsci: i giorni del carcere            | Lino Del Fra                    | Italia            |
| C'est la vie, Rose                                | C'est la vie, Rose                                | Hans-Christof Stenzel           | Austria           |
| Cascabel                                          | Cascabel                                          | Raúl Araiza                     | México            |
| Celestina                                         | Celestina                                         | Miguel Sabido                   | México            |
| De fresa, limón y menta                           | De fresa, limón y menta                           | Miguel Ángel Díez               | España            |
| Dios bendiga cada rincón de esta casa             | Dios bendiga cada rincón de esta casa             | Chumy Chúmez                    | España            |
| La noche de las elecciones                        | Don's Party                                       | Bruce Beresford                 | Australia         |
| Harlan County, U.S.A.                             | Harlan County, U.S.A.                             | Barbara Kopple                  | EE.UU.            |
| In memoriam                                       | In memoriam                                       | Enrique Brasó                   | España            |
| La bestia del reino                               | Jabberwocky                                       | Terry Gilliam                   | Reino Unido       |
| Jack                                              | Jack                                              | Jan Halldoff                    | Suecia            |
| La muerte de Sebastián Arache y su pobre entierro | La muerte de Sebastián Arache y su pobre entierro | Nicolás Sarquís                 | Argentina         |
| Mar de Rosas                                      | Mar de Rosas                                      | Ana Carolina                    | Brasil            |
| Raza, el espíritu de Franco                       | Raza, el espíritu de Franco                       | Gonzalo Herralde                | España            |
| Río Negro                                         | Río Negro                                         | Manuel Pérez                    | Cuba              |
| The Confessions of Amans                          | The Confessions of Amans                          | Gregory Nava                    | EE.UU.            |
| Tigres de papel                                   | Tigres de papel                                   | Fernando Colomo                 | España            |
| Bienvenido a Los Ángeles                          | Welcome to L.A.                                   | Alan Rudolph                    | EE.UU.            |

## Palmarés
Ganadores de la Sección no oficial del 25.º Festival Internacional de Cine de San Sebastián de 1977:
- Concha de Oro a la mejor película: Una pieza inacabada para piano mecánico de Nikita Mikhalkov
- Concha de Oro al mejor cortometraje: "Expediente", de Manuel Coronado y Carlos Rodríguez Sanz
- Premio Especial del Jurado: La tortura de Laurent Heynemann
- Concha de Plata a la mejor dirección: Alf Brustellin y Bernhard Sinkel por La guerra de las muchachas
- Concha de Plata a la mejor actriz: Katherine Hunter, por La guerra de las muchachas
- Concha de Plata al mejor actor: Héctor Alterio, por A un dios desconocido
- Premio Perla del Cantábrico al mejor largometraje de habla hispana: A un dios desconocido, de Jaime Chávarri